# Batalla de Seonghwan
La Batalla de Seonghwan(成歓の戦い|Saikan-no-tatakai}}) fue la primera gran batalla terrestre de la Primera guerra sino-japonesa. Tuvo lugar el 29 de julio de 1894 en Seonghwan, a las afueras de Cheonan, Chungcheongnam-do, Corea, entre tropas del Imperio del Japón y tropas de la Dinastía Qing. También es conocida como la Batalla de Asan (Japonés: 牙山作戦 ).

## La batalla
El Ejército Imperial Japonés y el nuevo gobierno coreano decidieron expulsar a la fuerza al Ejército de Beiyang del territorio coreano. Para ello, un destacamento de 4.000 hombres del Primer Ejército Japonés, bajo el mando del Mayor General Ōshima Yoshimasa, marchó al sur desde Seúl hacia la ciudad portuaria de Asan.
Las fuerzas chinas acantonadas en Seonghwan contaban con unos efectivos de unos 3.880 hombres, al mando del General Nie Shicheng, y ante la inminente llegada de fuerzas japonesas, fortificaron sus posiciones con trincheras, búnkeres y otras fortificaciones terrestres, además de inundar los arrozales cercanos. Sin embargo, los refuerzos que esperaban desde China fueron aniquilados en la Batalla naval de Pungdo el 25 de julio de 1894.
Los japoneses comenzaron la ofensiva con una pequeña fuerza de distracción, compuesta por cuatro compañías de infantería y una de ingenieros, realizando un ataque frontal sobre posiciones chinas durante la noche del 28 de julio. Mientras tanto, la fuerza principal, compuesta por nueve compañías de infantería, una de caballería y un batallón de artillería, flanqueó las defensas chinas cruzando el río Ansong. La batalla duró desde las 03:30 hasta las 05:30 de la mañana aproximadamente. Los defensores, tras intensos combates, fueron incapaces de mantener posiciones en Seonghwan, y se retiraron hacia Asan, a unos 16 kilómetros a suroeste, dejando atrás un número considerable de armas y equipo.
Las unidades japoneses persiguieron a los chinos hasta Asan, pero la contundente derrota en Seonghwan tuvo un impacto devastador en la moral de los soldados chinos, y los japoneses tomaron Asan sin apenas resistencia a las 15:00 horas del 29 de julio. Las unidades chinas supervivientes se retiraron hacia Pionyang.
Las bajas chinas superaron los 500 hombres, mientras que los japoneses tuvieron 88 bajas.

## Consecuencias
La derrota de las fuerzas chinas en Asan privó al Imperio Chino de la posibilidad de rodear Seúl. Las tropas japonesas volvieron victoriosas a Seúl el 5 de agosto de 1894. Tras esta batalla, se declaró formalmente la guerra entre Japón y China.